# Kossey (Torodi)
Kossey (auch: Kossé) ist ein Dorf in der Landgemeinde Torodi in Niger.

## Geographie

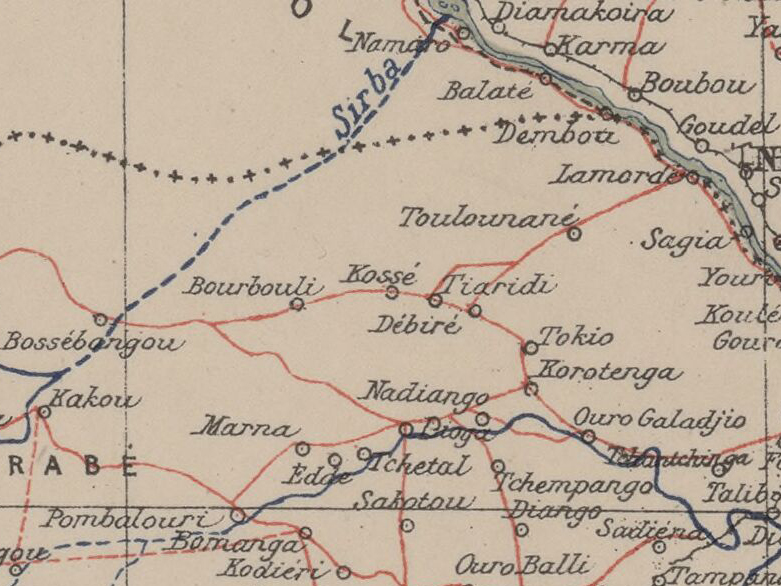
Ausschnitt einer Karte von 1903 mit Kossey (Kossé) im Zentrum

Das von einem traditionellen Ortsvorsteher (chef traditionnel) geleitete Dorf befindet sich rund 22 Kilometer nördlich des urbanen Zentrums von Torodi, des Hauptorts der gleichnamigen Landgemeinde und des gleichnamigen Departements Torodi, das zur Region Tillabéri gehört. Zu den Siedlungen in der näheren Umgebung von Kossey zählen Koka im Norden, Nialagaré im Osten und Tiouridi Maoudé im Südosten.
Kossey ist Teil der Übergangszone zwischen Sahel und Sudan. Die durchschnittliche jährliche Niederschlagsmenge beträgt hier zwischen 500 und 600 mm.

## Bevölkerung
Bei der Volkszählung 2012 hatte Kossey 598 Einwohner, die 52 Haushalten lebten. Bei der Volkszählung 2001 betrug die Einwohnerzahl 458 in 49 Haushalten.

## Wirtschaft und Infrastruktur
Die Schmiede von Kossey stellen Werkzeuge für den landwirtschaftlichen Bedarf her. Es gibt eine Schule im Dorf.